# Автомагістраль А25 (Франція)
Автомагістраль A25 становить 62,2 кілометри довжини, на півночі Франції. Вона також є частиною європейського маршруту E42. 

## Маршрут
Дорога з'єднує (з N225) порт Дюнкерк біля Ла-Маншу з великим містом Лілль. Дорога не платна.